# Mistrzostwa Świata w Kolarstwie Przełajowym 1994
45. Mistrzostwa Świata w Kolarstwie Przełajowym 1994 odbyły się w belgijskim mieście Koksijde, 30 stycznia 1994 roku. Rozegrano wyścigi mężczyzn w kategoriach elite i juniorów.

## Medaliści
| Konkurencja:                | Złoto:            | Czas      | Srebro:             | Czas     | Brąz:           | Czas     |
| Klasyfikacja mężczyzn       |                   |           |                     |          |                 |          |
| Elite (30 stycznia 1994)    | Paul Herijgers    | 1:00:38 h | Richard Groenendaal | + 0:08 m | Erwin Vervecken | + 0:39 m |
| Juniorzy (30 stycznia 1994) | Gretenius Gommers | 39:48 m   | Kamil Ausbuher      | + 0:24 m | Ben Berden      | + 1:00 m |

## Szczegóły

### Zawodowcy
| Medal | Zawodnik            | Narodowość | Czas      |
| ----- | ------------------- | ---------- | --------- |
|       | Paul Herijgers      | Belgia     | 1:00:38 h |
|       | Richard Groenendaal | Holandia   | + 0:08    |
|       | Erwin Vervecken     | Belgia     | + 0:39    |
| 4     | Daniele Pontoni     | Włochy     | + 0:50    |
| 5     | Adrie van der Poel  | Holandia   | + 1:12    |
| 6     | Cyril Bonnand       | Francja    | + 1:25    |
| 7     | Thomas Frischknecht | Szwajcaria | + 1:32    |
| 8     | Marc Janssens       | Belgia     | + 1:36    |
| 9     | Radomír Šimůnek     | Czechy     | + 1:37    |
| 10    | Danny De Bie        | Belgia     | + 1:41    |

### Juniorzy
| Medal | Zawodnik          | Narodowość | Czas    |
| ----- | ----------------- | ---------- | ------- |
|       | Gretenius Gommers | Holandia   | 39:48 m |
|       | Kamil Ausbuher    | Czechy     | + 0:24  |
|       | Ben Berden        | Belgia     | + 1:00  |
| 4     | Sven Nijs         | Belgia     | + 1:24  |
| 5     | David Süsemilch   | Czechy     | + 1:27  |
| 6     | David Willemsens  | Belgia     | + 1:40  |
| 7     | Martin Elsnic     | Czechy     | + 1:57  |
| 8     | Miguel Martinez   | Francja    | + 2:15  |
| 9     | Urs Steinmann     | Niemcy     | + 2:16  |
| 10    | Beat Blum         | Szwajcaria | + 2:17  |

## Tabela medalowa
| Miejsce | Państwo  |   |   |   |   |
| ------- | -------- | - | - | - | - |
| 1.      | Holandia | 1 | 1 | 0 | 2 |
| 2.      | Belgia   | 1 | 0 | 2 | 3 |
| 3.      | Czechy   | 0 | 1 | 0 | 1 |